# Günther Jauch

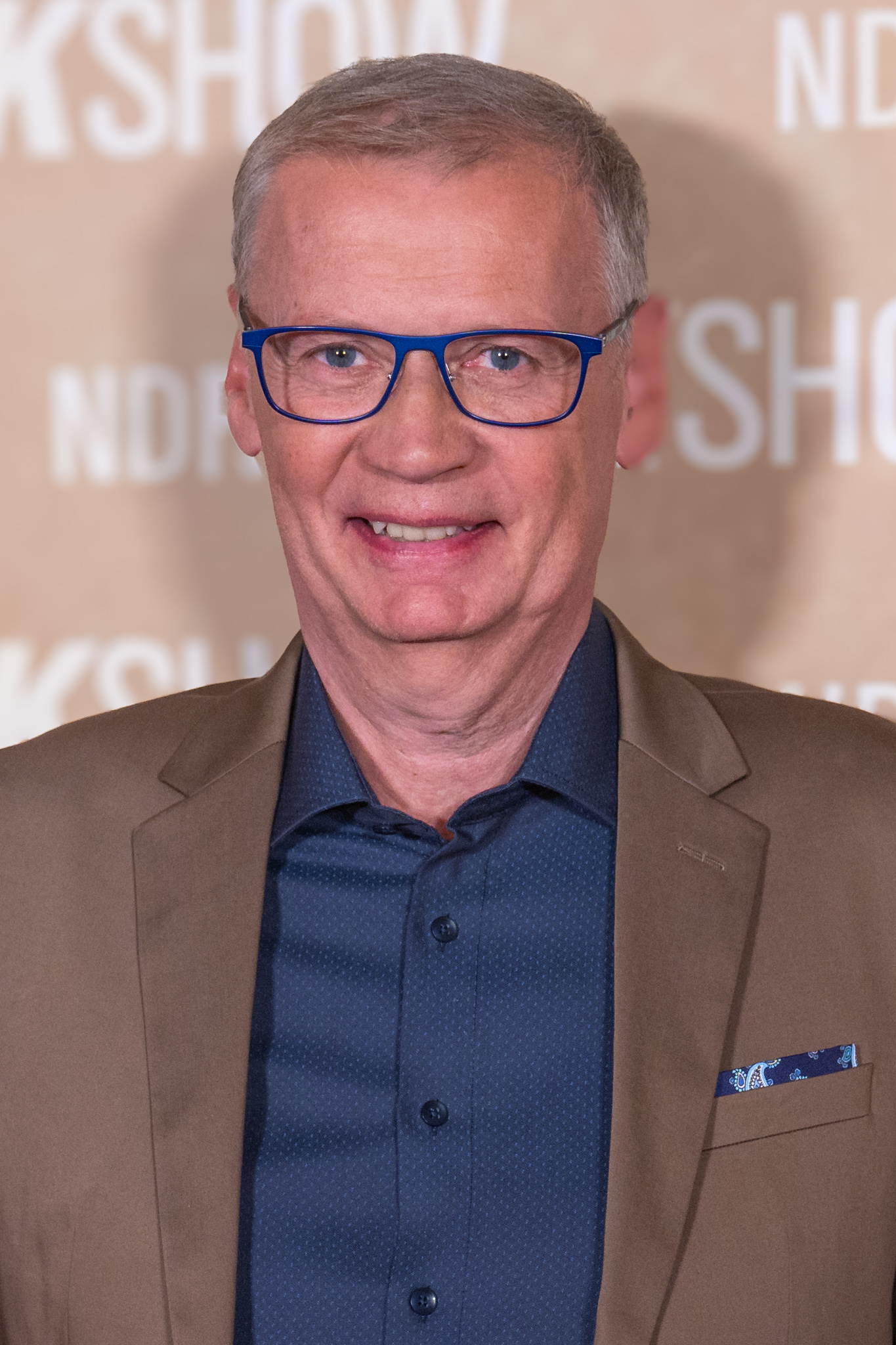
Günther Jauch (2023)

Günther Johannes Jauch (* 13. Juli 1956 in Münster) ist ein deutscher Fernseh- und Hörfunkmoderator sowie Entertainer, Journalist und Produzent. Er ist unter anderem bekannt als langjähriger Moderator der Quizshow Wer wird Millionär?

## Familiärer Hintergrund
Günther Jauch entstammt dem Hanseatengeschlecht Jauch und ist Nachfahre der Familie Grach. Er ist das älteste von drei Kindern des Journalisten Ernst-Alfred Jauch (1920–1991) und dessen Frau Ursula, geb. Welter (1930–2005). Sein Vater leitete später das Berliner Landesbüro der Katholischen Nachrichten-Agentur (KNA) und war 1968 Mitorganisator des Weltkongresses der Katholischen Publizisten. Sein Großvater Hans Jauch (1883–1965) war Freikorpskämpfer und Zementfabrikant.
Jauch wurde 1956 in Münster geboren und wuchs dort während seiner ersten drei Lebensjahre auf, danach in der Berliner Villenkolonie Lichterfelde. Als Kind verbrachte er seine Ferien auf dem Weingut von Othegraven.
Seit den 1990er Jahren lebt er mit der Krankengymnastin Thea Sihler am Heiligen See in Potsdam. Das Paar heiratete im Juli 2006 in Potsdam nach 18 Jahren Partnerschaft. Sie haben zwei leibliche Kinder und adoptierten 1997 und 2000 zwei aus Russland stammende Waisenkinder.

## Werdegang

### Ausbildung
In seiner Schulzeit war Jauch sieben Jahre lang Ministrant in der Pfarrei Heilige Familie in Berlin-Lichterfelde. Nach dem Abitur am altsprachlichen Berliner Gymnasium Steglitz begann er ein Jurastudium in Berlin. Parallel bewarb er sich an der Deutschen Journalistenschule (DJS) in München. 1975 brach er das Jurastudium ab und wechselte an die Journalistenschule, die er zwei Jahre später als Teilnehmer der 15. DJS-Lehrredaktion abschloss.

### Hörfunk
Danach wurde er Sportmoderator beim Hörfunk des Bayerischen Rundfunks und studierte gleichzeitig an der Ludwig-Maximilians-Universität München Politik und Neuere Geschichte. Nach zwei Jahren wechselte Jauch zum Zeitfunk des Bayerischen Rundfunks und gab das Studium auf, da seine neuen Aufgaben ihm dafür nicht mehr genügend Zeit ließen.
Von 1985 bis 1989 moderierte Jauch gemeinsam mit Thomas Gottschalk die B3-Radioshow. Gottschalks Moderationszeit war von 14 bis 16 Uhr, Jauch folgte von 16 bis 17:30 Uhr. Bekannt wurde das Duo dabei durch gegenseitige Sticheleien, die immer kurz vor 16 Uhr stattfanden, wenn Jauch ins Studio kam und bei denen es darum ging, wer die „besseren“ (hochkarätigeren) Gäste habe. Die Gäste Gottschalks kamen eher aus dem Showbusiness, die Gäste Jauchs eher aus der Politik.
Ab 1992 war Jauch Programmkoordinator beim damals gerade erst privatisierten Berliner Rundfunk 91.4.

### Fernsehen

#### BR und ZDF
Jauch stieg mit 26 Jahren ins Fernsehgeschäft ein. Er war 1982/1983 Außenreporter bei Rätselflug für den SDR und moderierte Sendungen wie Live aus dem Alabama für den Bayerischen Rundfunk sowie ab 1986 für das ZDF die Sendung So ein Zoff und gehörte im selben Jahr zum Rateteam der Sendung Sag die Wahrheit. Von 1987 bis 1989 moderierte er die Sendung Na siehste!, die als Nachfolge zu Thomas Gottschalks Na sowas! konzipiert war.
1988 führte er zum ersten Mal durch das aktuelle sportstudio, bis 1996 präsentierte er auch den ZDF-Jahresrückblick Menschen und gemeinsam mit Thomas Gottschalk die Große Show der achtziger Jahre.
1998 wurden Günther Jauch und Marcel Reif für ihre Moderation des „Torfalls von Madrid“ im Champions-League-Spiel Real Madrid gegen Borussia Dortmund am 1. April 1998 mit dem Bayerischen Fernsehpreis ausgezeichnet. Der Spielbeginn hatte sich um 76 Minuten verzögert, da durch Zuschauer in den ersten Reihen ein Tor zum Einsturz gebracht wurde und ersetzt werden musste. Diese Zeit wurde von Jauch und Reif so gelungen und kurzweilig überbrückt, dass die Einschaltquoten höher blieben als beim nachfolgenden Spiel, das mit einem 2:0-Sieg für die Madrilenen endete. Einige Sprüche erhielten danach Kultcharakter, etwa die Aussage Jauchs: „Für alle Zuschauer, die erst jetzt eingeschaltet haben, das erste Tor ist schon gefallen.“

#### RTL
1990 unterzeichnete er einen Vertrag bei RTL. Vom 4. April 1990 bis zu seiner Abschiedssendung am 5. Januar 2011 moderierte er das von RTL ausgestrahlte Fernsehmagazin stern TV 891 Mal. Aufsehen erregte die Sendung damals unter anderem wegen der Ausstrahlung gefälschter Beiträge des Journalisten Michael Born. Günther Jauch, der damals Borns Chefredakteur gewesen ist, verteidigte sich bei seiner Vernehmung gegen den Vorwurf mangelnder Sorgfalt mit der Begründung, er habe nie im Schneideraum gearbeitet.
Durch die Quizsendung Wer wird Millionär?, die seit dem 3. September 1999 von RTL ausgestrahlt wird, schob sich Jauch an die Spitze der Publikumsgunst. Bei den meisten Umfragen unterschiedlichster Art lag er auf den Spitzenplätzen, nicht selten auf Platz 1. Bei der Wahl zum beliebtesten Deutschen bei einer Umfrage des Marktforschungsinstituts Ipsos setzte er sich im Januar 2005 unter mehr als 2100 Personen durch. Für das anlässlich der Fußball-Weltmeisterschaft 2006 ausgestrahlte Prominenten-Special von Wer wird Millionär? mit Hape Kerkeling alias Horst Schlämmer bekam Jauch den Deutschen Fernsehpreis 2006 in der Kategorie Beste Unterhaltungssendung.
Daneben moderierte Jauch zahlreiche andere Sendungen, u. a. von Januar 2000 bis Dezember 2006 zusammen mit Dieter Thoma Skispringen. Nachdem er zeitgleich Stern TV, Wer wird Millionär, den RTL Jahresrückblick sowie das Skispringen moderierte und Tätigkeiten als Produzent nachging, gab er aus Zeitgründen die Moderation der Champions League im Jahr 2002 auf.
2001 startete die jährliche Liveshow Der große IQ Test. Während der Fußball-Weltmeisterschaft 2006 moderierte er mit Rudi Völler die Sonntagsspiele auf RTL. Auch an der Moderation mehrerer DFB-Pokalendspiele war Jauch mit verschiedenen Partnern beteiligt. Am 15. September und 24. November 2007 präsentierte Günther Jauch die Show 6! Setzen – Das Wissensduell Groß gegen Klein im RTL-Programm. Am 19. Januar 2008 moderierte er das Show-Experiment Die Weisheit der Vielen.
Zur Fernsehprominenz bemerkte Jauch im Jahr 2009:

„Ich behaupte, die Halbwertzeit für Fernsehleute liegt bei sechs bis neun Monaten. Nach neun Monaten hat einen die Hälfte der Zuschauer vergessen. Noch mal neun, und eine weitere Hälfte der Verbleibenden fällt weg, dann noch einmal neun Monate, insgesamt etwas mehr als zwei Jahre – dann erinnert sich niemand mehr, bis auf ein paar Ältere.“

In der am 4. September 2009 erstmals ausgestrahlten Quizshow 5 gegen Jauch wird er von einem Team bestehend aus fünf Kandidaten herausgefordert. Im Laufe der Sendung werden die zu beantwortenden Fragen schwieriger und bringen höhere Gewinnsummen. Wenn das Kandidatenteam am Ende einen höheren Geldbetrag erspielt hat, bekommt es diesen ausgezahlt, gewinnt Jauch, wird der Betrag gespendet. Moderiert wird die Sendung von Oliver Pocher, zwischen Dezember 2017 und 2019 hatte Frank Buschmann diese Funktion inne.
Von 2013 bis 2017 wurde auf RTL die Show Die 2 – Gottschalk & Jauch gegen alle gezeigt. In ihr traten Thomas Gottschalk und Günther Jauch gegen mehrere Studiokandidaten, das Studiopublikum und die Fernsehzuschauer an. Moderiert wurde von Barbara Schöneberger. Im Sommer 2018 begann die Nachfolgesendung Denn sie wissen nicht, was passiert, in der Jauch, Gottschalk und Schöneberger stets per Zufallsprinzip erfahren, wer die Sendung moderiert und welche verbliebenen Moderatoren in diversen Spielen gegen prominente Gäste antreten. Als Spielleiter und Schiedsrichter fungiert Thorsten Schorn. Von 2016 bis 2017 moderierte Jauch die ebenfalls bei RTL ausgestrahlte Sendung 500 – Die Quiz-Arena.
Im Rahmen der COVID-19-Pandemie war Günther Jauch ab dem 23. März 2020 Teil des kurzfristig ins Leben gerufenen TV-Formats Die Quarantäne-WG – Willkommen Zuhause! Via Livestream im Internet diskutierte er mit Thomas Gottschalk und Oliver Pocher zur aktuellen Lage und sprach auch mit zugeschalteten Gästen. Nach insgesamt nur drei Ausgaben wurde die Sendung aufgrund stark fallender Zuschauerzahlen am 25. März 2020 wieder eingestellt.
Nach eigener Aussage duzt Jauch im Fernsehen nur Thomas Gottschalk, Frank Elstner, Barbara Schöneberger und kleine Kinder. Im Oktober 2024 wurde bekannt, dass auch Marcel Reif zu diesem illustren Kreis gehört. Ansonsten siezt er konsequent und wird von anderen gesiezt.

#### ARD

Günther Jauch (2011–2015)

Vom 11. September 2011 an moderierte Günther Jauch mehr als vier Jahre lang am Sonntagabend um 21:45 Uhr die wöchentliche Talkshow  Günther Jauch im Ersten. Er löste damit Anne Will ab, die ihre Sendung auf einem Sendeplatz am Mittwoch fortsetzte. Im Jahr 2007 war ein ARD-Engagement Jauchs für die Sonntagabend-Talkshow noch gescheitert. Damals sagte er die Nachfolge von Sabine Christiansen nach Verhandlungen mit der ARD mit der Begründung ab, er wolle nicht „politischer Farbenlehre“ geopfert werden. Im Mai 2011 gab er im Hinblick auf seine neue Tätigkeit bei den öffentlich-rechtlichen Rundfunkanstalten bekannt, für Werbeverträge nicht mehr zur Verfügung zu stehen. Er betonte, dass sämtliche Einnahmen aus Werbeverträgen wohltätigen Zwecken zur Verfügung gestellt würden.
Die Sendung wurde im Gasometer Schöneberg in Berlin produziert. Sie erzielte regelmäßig gute bis sehr gute Einschaltquoten und wurde nicht selten von mehr als 5 Millionen Zuschauern gesehen. In den Medienressorts der Zeitungen fand sie stets große Beachtung und wurde oft kritisch besprochen – insbesondere dann, wenn es um kontroverse Gäste und Themen ging. Anfang Juni 2015 kündigte Jauch an, den zum Ende des Jahres 2015 auslaufenden Vertrag mit dem NDR nicht zu verlängern. Die letzte Ausgabe wurde am 29. November 2015 ausgestrahlt; einziger Talkgast war Wolfgang Schäuble. Auf den Sendeplatz rückte wieder Anne Will.
Im September 2018 kehrte Jauch in die ARD zurück. Er trat seitdem als einer der drei „Quiz-Giganten“ in der von Jörg Pilawa moderierten Sendung Ich weiß alles! auf. Des Weiteren ist er seit Dezember 2008 Dauerkandidat in der jährlichen Sendung 20xx – Das Quiz.

#### Produzent
Im Sommer 2000 gründete Günther Jauch die eigene Produktionsfirma i&u TV (Information & Unterhaltung TV). Die Firma erwirtschaftete einen Umsatz von 52,3 Millionen Euro. Sie produziert unter anderem die Sendung stern TV, die 20 Jahre lang von Günther Jauch selbst moderiert wurde (Nachfolger ist seit Januar 2011 Steffen Hallaschka), und die 70er/80er/90er-Show, moderiert von Hape Kerkeling und Oliver Geissen. Die Produktion erfolgt fast ausschließlich für deutsche Privatfernsehsender. Nachdem sich der Verlag Gruner + Jahr aus dem Unternehmen zurückgezogen hatte, war Jauch Alleingesellschafter. Andreas Zaik leitet die Produktionsgesellschaft und ist gleichzeitig Geschäftsführer und Chefredakteur. Von September 2011 bis 2015 produzierte i&u TV auch die Polit-Talkshow Günther Jauch.
Am 29. März 2019 wurde bekannt, dass Jauch seine Gesellschafteranteile an der Produktionsfirma i&u TV an den US-Finanzinvestor KKR verkaufen wird. Er wird aber als Moderator und Berater weiterhin mitarbeiten. Das Manager Magazin setzte Günther Jauch im Jahr 2011 mit zwölf Produktionen seiner Firma auf Platz 1 des Rankings „Stars der Produktion“.

## Unternehmer

### Weingut

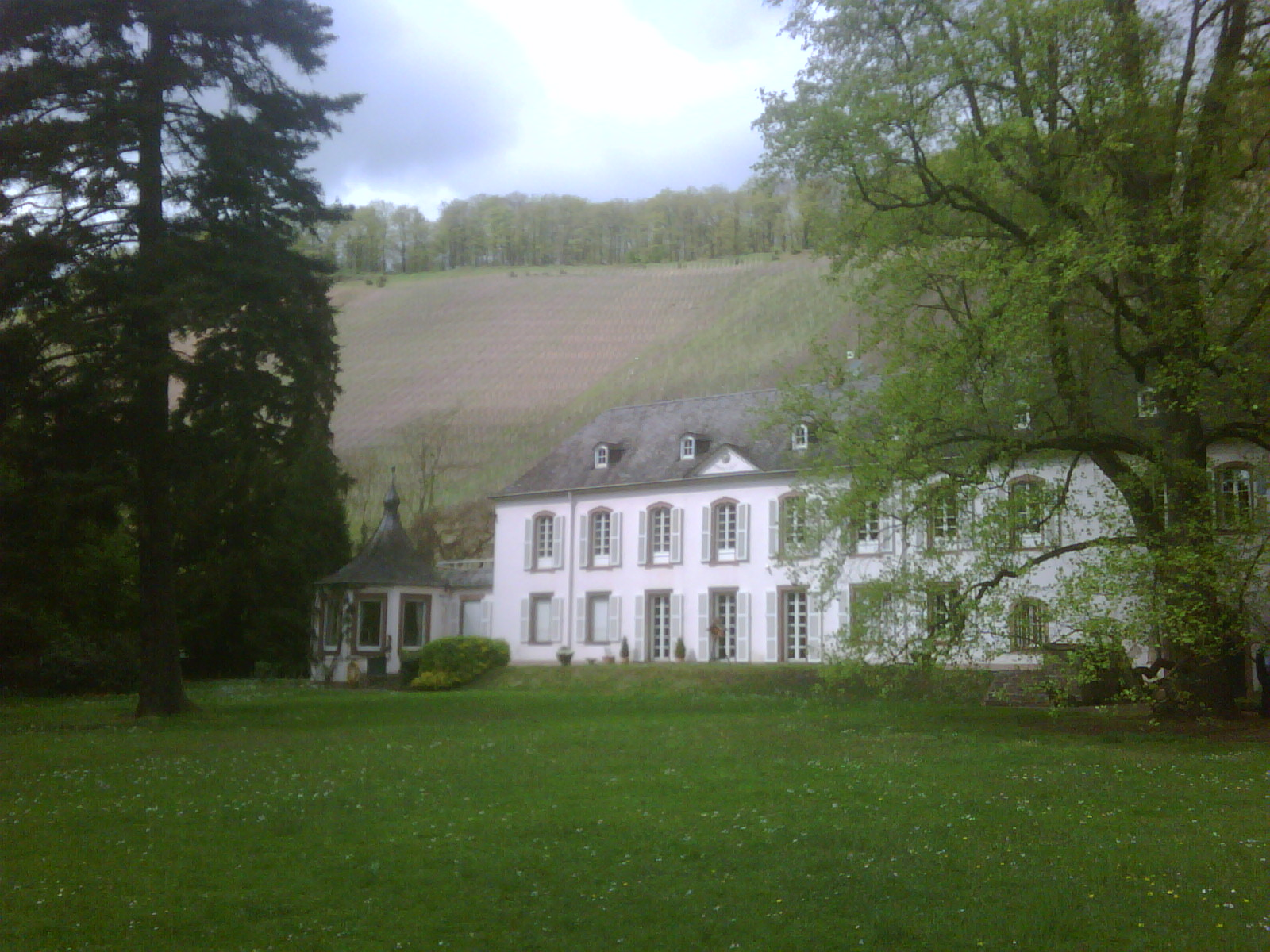
Gutshaus und Park des Weinguts von Othegraven vor dem Kanzemer Altenberg (2011)

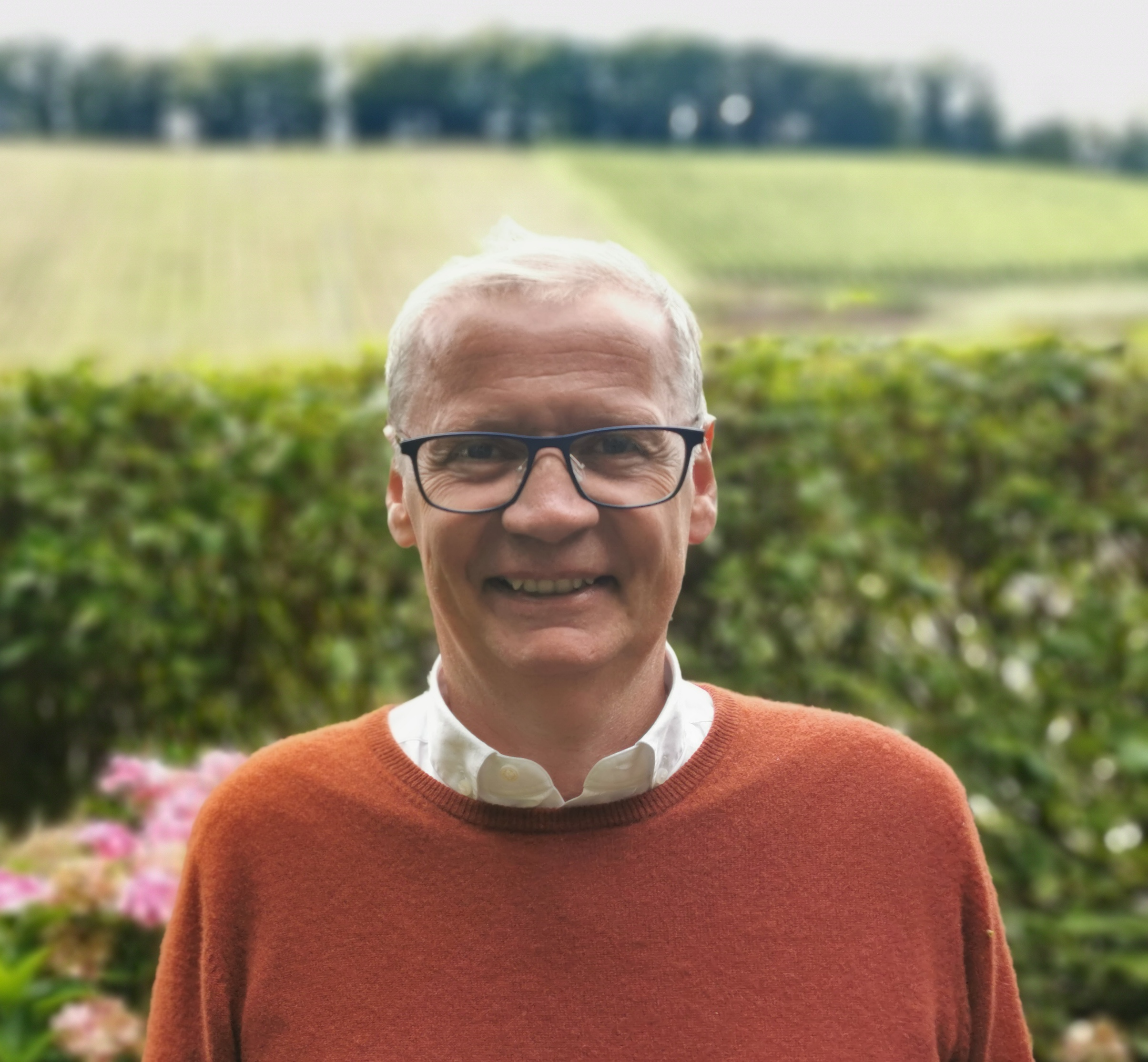
Günther Jauch (2023) vor dem Kanzemer Altenberg

Auch im Weinbau setzt Jauch „eine mehr als 200-jährige Familientradition fort“: Im Jahr 2010 beantragte er erfolgreich die Mitgliedschaft im Verband Deutscher Prädikatsweingüter (VDP), um von einer Verwandten das zu den deutschen Spitzenweingütern zählende Weingut von Othegraven gegenüber Kanzem an der Saar zu erwerben. Das Gutshaus, sein englischer Landschaftsgarten und die sich anschließende Lage Kanzemer Altenberg (Weinstraße 1, 1a) stehen seit 2003 als Ensemble unter Denkmalschutz. Das Weingut gehörte Jauchs Vorfahren seit 1805, als es sein Ahn, der Trierer Fabrikant, Kaufmann und Beigeordnete Emmerich Grach (1753–1826) erwarb. Das Weingut, an dem Jauchs Großmutter Elsa von Othegraven und nach deren Tod bis Mitte der 1950er Jahre sein Großvater Hans Jauch und sein Vater Ernst-Alfred Jauch in ungeteilter Erbengemeinschaft beteiligt waren, war 1996 im Erbgang zunächst an eine Verwandte in einer Nebenlinie gegangen. Jauch erwarb das Gut, weil es „drohte aus der Familie herausverkauft zu werden“. Bekannter Vorbesitzer war Jauchs Ur-Urgroßonkel Franz Weißebach. Der VDP äußerte: „Ein Kleinod von Weingut, das in dieser Güte und mit einem solch attraktiven Lagenbesitz äußerst rar ist.“ 2011 erwarb Jauch zudem den 3,5 Hektar großen Wawerner Herrenberg in Wawern an der Saar, der ebenfalls seinem Ahnherrn Emmerich Grach gehört hatte. Seit 2018 werden bei Aldi von ihm mitentwickelte Weine unter seinem Namen verkauft. Die Weingut von Othegraven KG erhält einen unteren fünfstelligen Betrag EU-Förderung (ELER und EGFL). Sowohl 2023 als auch 2024 wurde Jauch von Magazinen als „Winzer des Jahres“ geehrt.

### Restaurant
2016 kaufte Jauch die Villa Kellermann am Heiligen See in Potsdam und eröffnete nach Abschluss der Sanierung 2019 mit Sternekoch Tim Raue ein Restaurant. Daraufhin wurde Jauch vom Gastronomieführer Gault-Millau zum „Gastronom des Jahres“ gekürt. Doch Corona, stark gestiegene Betriebskosten und eine angespannte Personalsituation führten eine Schließung zum Juni 2024 herbei. Im November 2024 wurde die Neueröffnung des Restaurants zu Anfang 2025 angekündigt, mit neuer Pächterin und neuem Konzept mit preisgünstiger Küche.

## Gemeinnütziges Wirken

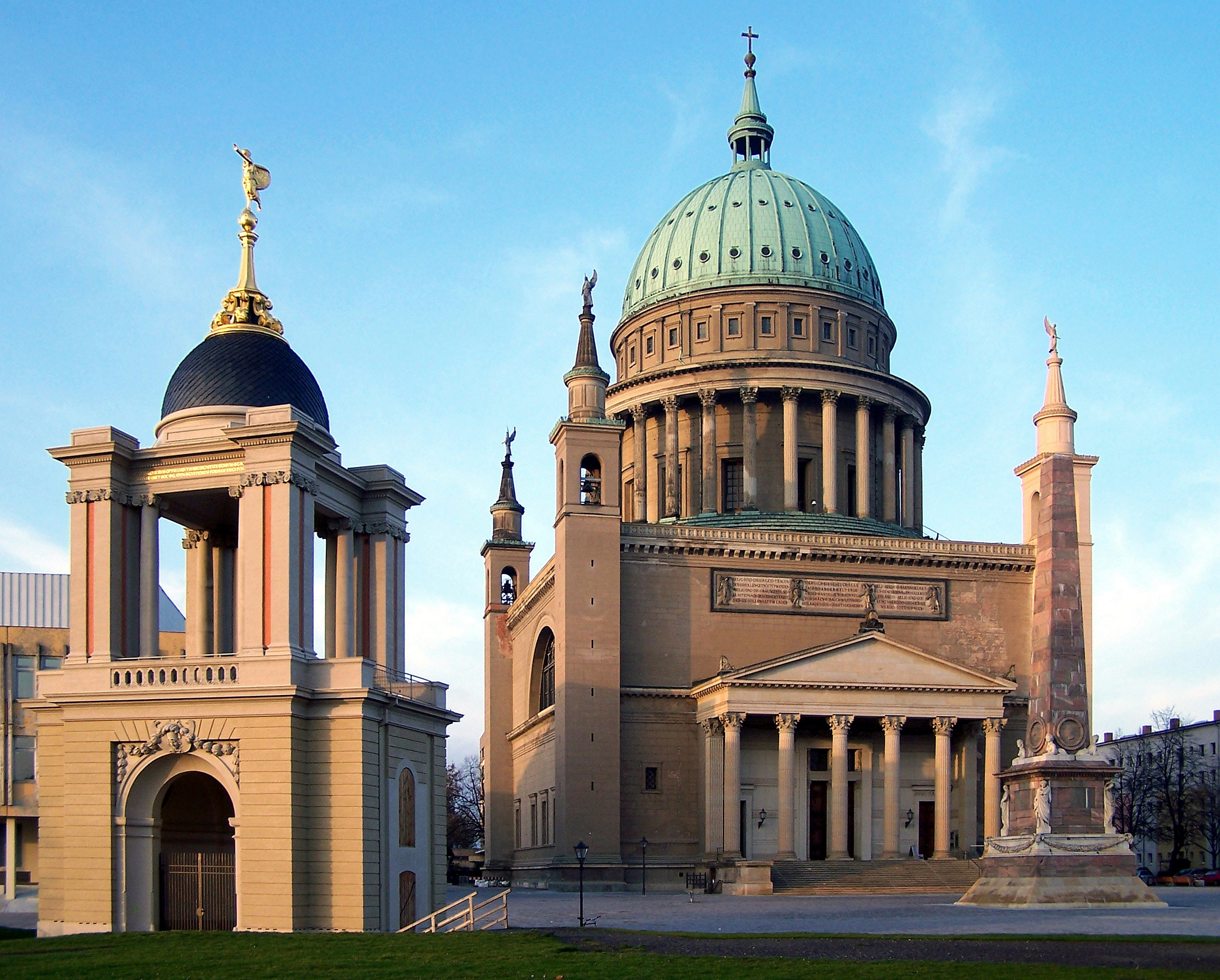
Das Fortunaportal in Potsdam (links)

Jauch kennzeichnet ein zurückgezogener Lebensstil. So äußerte er in Interviews, er nehme sich die Freiheit, ein Leben zu führen, das nicht seinen angenommenen wirtschaftlichen Möglichkeiten entspreche. Er verwendet nach eigenen Angaben schon seit seinen frühen Berufsjahren maßgebliche Teile seines Einkommens für wohltätige Zwecke, unter anderem reiche er sämtliche Gewinne aus seiner Werbetätigkeit weiter. So beteiligte er sich im Jahr 2002 maßgeblich an der Finanzierung des Wiederaufbaus des Fortunaportals am Potsdamer Stadtschloss. Jauch hat daneben weitere Vorhaben in Potsdam finanziell unterstützt, wie das Belvedere auf dem Pfingstberg, in dem er 2006 geheiratet hat, den Potsdamer Stadtkanal, den Kloebersaal im Nordflügel des seiner Villa am Heiligen See gegenüberliegenden Marmorpalais sowie die Sanierung der Neptungrotte im Schlosspark Sanssouci. Er unterstützte zudem die Errichtung der römisch-katholischen Marienschule in Potsdam, einer Schule des Erzbistums Berlin mit Gymnasium und Grundschule für Jungen und Mädchen. Der brandenburgische Ministerpräsident Matthias Platzeck urteilte: „Günther Jauch ist ein Stadtbürger, wie ihn sich jeder Bürgermeister nur wünschen kann.“ Jauch unterstützte als Testimonial die im April 2009 gescheiterte Berliner Pro-Reli-Kampagne.
Jauchs Ahnfrau großmütterlicherseits Anna Weißebach war Begründerin der Caritas-Konferenzen Deutschlands. Jauchs eigene Familie hatte bereits im 19. und im 20. Jahrhundert in Hamburg eine Armenspeisung eingerichtet und dort und an anderen Orten Armenhäuser gestiftet und unterhalten. Jauch selbst trägt in dieser Stiftungstradition neben einer Zustiftung für die Errichtung seit 2009 die laufenden Objekt- und Personalkosten der Potsdamer Einrichtung von Die Arche – Christliches Kinder- und Jugendwerk in Drewitz (Potsdam), die kostenlos bedürftige Kinder speist.

## Kontroverse um Privatsphäre
Günther Jauch wollte im Vorfeld seiner Hochzeit im Juli 2006 jegliche Berichterstattung darüber gerichtlich untersagen lassen. Das Landgericht Berlin gab ihm in einer einstweiligen Verfügung gegen die Bild-Zeitung und weitere Publikationen des Springer-Verlags recht, das Kammergericht Berlin entschied im Juni 2006 jedoch gegen ein allgemeines Berichterstattungsverbot. Wegen seiner großen Prominenz, so die Richter, dürfe über Termin und Ort der Hochzeit berichtet werden. Nachdem die Zeitschrift Bunte Fotos der Hochzeit veröffentlicht und über Details der Zeremonie berichtet hatte, zog Thea Sihler-Jauch gegen den Verlag vor Gericht und forderte Schadensersatz in Höhe von 250.000 Euro sowie Schmerzensgeld in Höhe von mindestens 75.000 Euro. Das Landgericht Hamburg sprach ihr im Januar 2008 lediglich 25.000 Euro Schmerzensgeld zu. Das Urteil wurde im Oktober 2008 vom Hanseatischen Oberlandesgericht aufgehoben: Jauch sei eine Person des öffentlichen Lebens und ein Interesse der Öffentlichkeit an seiner Hochzeit legitim. Eine erneute Beschwerde Sihler-Jauchs dagegen nahm das Bundesverfassungsgericht nicht an. Vergeblich war auch die Forderung von Günther Jauch nach Schadenersatz in einem separaten Verfahren.
Vor dem Europäischen Gerichtshof für Menschenrechte machte das Paar daraufhin geltend, dass die deutsche Justiz sein Recht auf Schutz des Privatlebens nicht ausreichend geschützt und sein Grundrecht auf Schutz des Eigentums verletzt habe, weil ihm kein Schadensersatz wegen des unerwünschten Abdrucks der Fotos zugestanden wurde. Die Straßburger Richter bestätigten das allgemeine öffentliche Interesse an Jauchs Hochzeit und bezeichneten die Forderungen des Paares als „offensichtlich unbegründet“. Die deutsche Justiz „habe sorgfältig zwischen dem Recht auf Schutz des Privatlebens und dem Recht des Magazins auf Pressefreiheit“ abgewogen. Die Beschwerde der Jauchs wurde für nicht zulässig erklärt.
Im März 2007 wurde der Chefreporter der Bild am Sonntag, Guido Brandenburg, vom Vorwurf der Verleumdung freigesprochen, nachdem Jauch Strafanzeige gegen ihn gestellt hatte und 25.000 Euro Schmerzensgeld forderte. Brandenburg wurde nicht nachgewiesen, sich unrechtmäßig Einblick in das Grundbuchamt Potsdam verschafft zu haben, um über Jauchs privates Immobilienvermögen zu berichten.

## Fernsehsendungen

### Aktuell
- seit 1999: Wer wird Millionär?, RTL
- seit 2018: Denn sie wissen nicht, was passiert, RTL

### Dauerkandidat
- seit 2008: 20xx – Das Quiz, Das Erste
- seit 2018: Denn sie wissen nicht, was passiert, RTL

### Ehemals/Einmalig
- 1982–1983: Rätselflug, Das Erste – Außenreporter
- 1985–1987: Live aus dem Alabama, Bayerisches Fernsehen
- 1987: So ein Zoff!, ZDF
- 1987–1989: Na siehste!, ZDF
- 1988–1997: Das aktuelle Sportstudio, ZDF
- 1989–1991: Die 2 im Zweiten, ZDF
- 1989–1995: Menschen, ZDF
- 1990: Goldene Kamera, Das Erste
- 1990–2010: stern TV, RTL
- 1996–2021: Menschen, Bilder, Emotionen, RTL
- 1998–2002: Millionär gesucht!, RTL
- 2001–2004: Der große IQ-Test, RTL
- 2001–2009: Die 5-Millionen-SKL-Show, RTL
- 2002–2004: Die Grips-Show, RTL
- 2003: Der Deutsche Fernsehpreis, RTL
- 2005–2006: Typisch Frau – Typisch Mann, RTL
- 2006: Die Große Erste Hilfe Show, RTL
- 2007: 6! Setzen, RTL
- 2008: Die Weisheit der Vielen, RTL
- 2009: Ich kann Kanzler!, ZDF – Juror
- 2009–2021: 5 gegen Jauch, RTL – Kandidat
- 2010: Alt gegen Jung – Das Duell der Generationen, RTL
- 2011–2015: Günther Jauch, Das Erste
- 2013–2017: Die 2 – Gottschalk & Jauch gegen alle, RTL – Kandidat
- 2016–2017: 500 – Die Quiz-Arena, RTL
- 2018–2020: Ich weiß alles!, Das Erste – Quizpartner
- 2019–2021: Bin ich schlauer als...?, RTL
- 2020: Die Quarantäne-WG, RTL
- 2021: #VOXStimme, VOX – Beitrag
- 2022: Gipfel der Quizgiganten, RTL
- 2022–2023: Jauch gegen ..., RTL – Dauerkandidat
- 2025: Das Quadrell - Kampf ums Kanzleramt, RTL

## Filmografie
- 1988: Man spricht deutsh als Nachrichtensprecher
- 2004: Der WiXXer als Talkmaster
- 2005: Im Rennstall ist das Zebra los als Zebra Stripes (Synchronstimme)
- 2011: Doctor’s Diary als er selbst
- 2013, 2020: Pastewka als er selbst, nur Stimme zu hören
- 2015: Der Liebling des Himmels als er selbst[55]
- 2018: Unsere Erde 2 als Sprecher in der deutschen Fassung

## Auszeichnungen und Ehrungen
- 1988
  - Goldene Kamera
- 1989
  - Bayerischer Fernsehpreis für Menschen, Na siehste und Das aktuelle Sportstudio
- 1990
  - Bambi
- 1991
  - Krawattenmann des Jahres
- 1998
  - Bayerischer Fernsehpreis für die Moderation vom Torfall von Madrid zusammen mit Marcel Reif
- 1999
  - Journalistenpreis des Deutschen Mittelstandes für einen Beitrag von stern TV
- 2000
  - Deutscher Fernsehpreis Beste Unterhaltungssendung an Wer wird Millionär?
  - Medienpreis der Deutschen AIDS-Stiftung
  - Goldene Henne Publikumspreis des MDR
- 2001
  - World Entertainment Award
  - Goldene Romy Beliebtester Show- und Talkmaster
  - Goldene Kamera
  - Bayerischer Fernsehpreis: Ehrenpreis des bayerischen Ministerpräsidenten
  - Bambi für Wer wird Millionär?
- 2002
  - Goldene Romy Beliebtester Show- und Talkmaster
  - Intelligentester Deutscher (Umfrage)
  - Adolf-Grimme-Preis
- 2003
  - Montblanc Arts Patronage Award
  - meistgewünschter Fernsehstar als Politiker (repräsentative Emnid-Umfrage)
  - Bobby: Medienpreis der Bundesvereinigung Lebenshilfe für Menschen mit geistiger Behinderung.
  - „Kurtchen“, Preis der Redaktion der rbb-Fernsehnachrichtensendung Brandenburg aktuell
  - Unsere Besten, Platz 29
  - Deutscher Fernsehpreis Publikumspreis
- 2004
  - Persönlichkeitsmarke des Jahres
  - Osgar
  - Bambi: Publikumspreis für das Fernsehereignis des Jahres
- 2005
  - Medienpreis Goldener Kompass für seine Berichterstattung über das Schicksal der siamesischen Zwillinge Lea und Tabea B.
  - Unterhaltungsjournalist des Jahres
  - Wahl zum beliebtesten Deutschen
  - Herbert-Award in der Kategorie Bester Sportmoderator
  - Deutscher IQ-Preis von Mensa in Deutschland
- 2006
  - Deutscher Fernsehpreis in der Kategorie Beste Unterhaltungssendung/Beste Moderation zusammen mit Horst Schlämmer bei Wer wird Millionär?
  - Goldene Romy Beliebtester Show- und Talkmaster
  - Medienpreis für Sprachkultur (Sparte Radio/Fernsehen)
- 2007
  - Goldene Romy Beliebtester Show- und Talkmaster
  - Schinkelpreis des Architekten- und Ingenieur-Vereins Berlin (AIV)[56]
  - Herbert-Award in der Kategorie Bester Sportmoderator
- 2008
  - Werner-Bonhoff-Preis wider den §§-Dschungel der Werner-Bonhoff-Stiftung
  - Preis der beliebtesten Moderatoren Deutschlands
- 2009
  - Schraubenschlüssel am Bande, satirischer Preis des Bundes für Geistesfreiheit (bfg)[57] für seine Unterstützung des Volksbegehrens Pro Reli (Negativpreis)
- 2010
  - Deutscher Fernsehpreis in der Kategorie Beste Sportsendung für seine Moderation der RTL-Sportsendungen im Rahmen der Fußball-Weltmeisterschaft 2010
- 2011
  - Goldene Kamera für die beste Unterhaltung
  - Herbert-Award in der Kategorie Bester Sportmoderator
  - red dot design award in der Kategorie Communication Design für den Design-Relaunch seines 2010 erworbenen Weinguts von Othegraven
- 2012
  - Goldene Henne – Publikumspreis Moderation
- 2016
  - Kaiser-Augustus-Orden der Arbeitsgemeinschaft Trierer Karneval (ATK)[58]
  - Goldene Kamera – Publikumspreis Beliebtester Showmaster
- 2019
  - „Gastronom des Jahres“ (Gault-Millau)[59]
- 2023
  - „Winzer des Jahres“ (Vinum)[60]
- 2024
  - „Winzer des Jahres“ (Falstaff)[61]
- 2025
  - Karl-Valentin-Orden[62]
  - Gewinn des ARD Online-Votings in der Kategorie Die größten Talkmaster für den Sendung Günther Jauch beim 75 Jahre ARD – Die große Jubiläumsshow[63]

## Trivia
- Günther Jauch wurde zwischen 1989 und 1992 der Bravo Otto vier Mal verliehen; laut eigener Aussage seien diese Auszeichnungen aber nie bei ihm eingetroffen.[64]
- Am 10. September 2016 taufte Jauch in Münster ein Passagierschiff auf den Namen MS Günther. Dazu kam es, weil Leon Windscheid, der als elfter Kandidat bei Wer wird Millionär? eine Million Euro gewann, in der Sendung versprochen hatte, von dem Gewinn ein Schiff zu kaufen und nach Günther Jauch zu benennen. Jauch versprach daraufhin, als Taufpate die Schiffstaufe zu übernehmen.[65] Jauchs Bereitschaft, an einer solchen Veranstaltung teilzunehmen, stellt eine Ausnahme dar, da immer wieder Kandidaten versuchen, den Moderator für Veranstaltungen zu verpflichten, wofür Jauch, wie er sagt, aber die Zeit fehle.[66]
- 2021 nahm er während der COVID-19-Pandemie bei der Impfkampagne „Ärmel hoch“ teil und war auf einem Bild mit einem Pflaster am Oberarm zu sehen.[67] Nachdem im April bekannt wurde, dass sich Jauch mit dem Virus infiziert hatte, gab er an, dass das Bild einen falschen Eindruck erwecke, da er noch nicht geimpft sei. Er wolle dies jedoch tun.[68] Im Zuge der Kampagne erhielt Jauch eine Vielzahl von Drohungen von Impfgegnern, die in einer Sendung von stern TV thematisiert wurden.[69]